# 江东乡 (芒市)
江东乡是云南省德宏傣族景颇族自治州芒市下辖的一个乡，位于芒市北部。

## 历史
1954年12月，梁河县高埂田、芒龙、仙人洞、大水井、花拉厂、大水沟、李子坪等乡划入潞西，与允茂区的河头村、芹菜塘、筠竹园、五岔路、芒棒、梁子街等乡合设江东区。1958年实行人民公社化运动，改置跃进公社、五一公社，1959年取消公社，恢复江东区。1965年，划出部分地区组建轩岗区。1969年再次实行人民公社化运动，江东区改称卫东公社，1971年恢复原名。1984年，恢复区乡建制；1987年12月，江东区改为江东乡:25-31。

## 地理
江东乡总面积220.8平方千米，距离芒市40千米；2020年有人口14,210人，汉族占93.54%（2019年）:106。江东乡地处山区，地势东南高、西北低。境内最高峰是仙人洞村的打靛河山 ，海拔2,303米；最低点李子坪村的坝连河口，海拔826米。境内河流属瑞丽江流域，瑞丽江干流流经乡西北部，是芒市与梁河县的县界。:2563。

## 行政区划
江东乡下辖以下地区：
河头村、仙仁洞村、芒龙村、高埂田村、花拉厂村、大水井村、大水沟村和李子坪村。

## 经济
江东乡是一个经济欠发达的冷凉山区。2016年，江东乡有耕地面积43,054亩，农业总产值19,605万元，主要作物有水稻、玉米、小麦、甘蔗、茶叶、咖啡、核桃、油茶、竹子、石斛、烟草等，种植橘子、李子等温带亚热带水果。2011年有规模以上工业企业6家，全年社会商品销售额1.3亿元，财政收入260.5万元。:2563

## 基础设施
江东乡有6所小学和1所初中，乡内建有文化站1个、卫生院1所。乡内有县乡级公路29条，总长429.6千米，乡村公路通达率100%，芒梁高速（在建）、332省道过境。:2563